# Lisaac
Lisaac — первый компилируемый объектно-ориентированный язык программирования, основанный на концепции прототипов, поддерживающий системное программирование и контрактное программирование.
Lisaac был разработан для написания операционной системы Isaac.
Компилятор Lisaac создаёт оптимизированный ANSI C код, который можно скомпилировать на любой платформе, для которой имеется компилятор языка C, что делает программы на языке Lisaac переносимыми. Возможно получить программы столь же быстрые, как и программы, написанные на языке C.
Несмотря на то, что язык строго типизирован, нет различия между кодом и данными. Даже скомпилированный код сохраняет динамические свойства.

## Простейший пример кода
```
Section Header 
   + name := HELLO_WORLD;
Section Public 
   - main <- 
   (
     "Hello world\n".print;
   );
```

## Динамическое наследование
Родительский объект — это просто слот, значение которого можно переопределить:
```
Section Header

- NAME := DECOD_MPEG2_TO_SCREEN;

Section Inherit

- videoparent : OBJECT <- 
( 
  + result : OBJECT;

 typ 
 .when 1 then { result := WINDOW;} 
 .when 2 then { result := VIDEO_VGA;} 
 .when 3 then { result := VIDEO_TVOUT;};

 result 
) 

Section Public

- typ : INTEGER;

- decode_stream <-

( 
 putimage decode_to_bitmap; 
)
```

## Переопределение операторов
В Lisaac оператор — это слот, значение которого можно переопределить.
Для примера переопределим оператор "+" для объекта NUMERIC:
```
- '+'  Left 80  other:SELF :SELF <- Self - -other;
```

Или для матрицы:
```
- '+'  Left 80  other:SELF :SELF <- 

(
	+ result : SELF; 

	result := SELF.create count; 
	1.to tab.count do { 
			i : INTEGER; 
		result.put (item i+other.item i) to i; 
	};

	result
)
```

## Обобщённое программирование
Предусмотрены обобщённые объекты:
```
ARRAY[E], DICTIONARY[KEY,VALUE]
```

## Контрактное программирование
Контрактное программирование с использованием Z нотации.

## Внешние ссылки
- Официальный сайт
- Lisaac на GNA
- Lisaac на Alioth

## Сноски
1. ↑  Isaac project benchmarks. Дата обращения: 24 июля 2007. Архивировано 12 ноября 2007 года.
2. ↑  Computer Language Benchmarks Game. Дата обращения: 8 июля 2008. Архивировано из оригинала 19 марта 2012 года.